# Леопольд I (король Бельгии)
Леопольд I (16 декабря 1790 — 10 декабря 1865) — первый король Бельгии («Король бельгийцев») с 1831 по 1865 из Саксен-Кобург-Готской династии.
Леопольду I с самого начала своего правления пришлось вести войну с Голландией.

## Детство
Происходил из рода владетельных герцогов Саксен-Кобургских, был восьмым ребенком и третьим сыном великого герцога Франца Саксен-Кобург-Заальфельдского и Августы-Каролины Рёйсс фон Эберсдорф.
Император Леопольд II стал его крёстным. До одиннадцати лет Леопольда воспитывала бабушка София Антония Брауншвейг-Вольфенбюттельская. Отец Леопольда, увлекавшийся ботаникой и астрономией, привил сыну любовь к естественным наукам. Учителем принца был пастор К.-Т. Хофлендер, который преподавал математику, древние языки — греческий и латынь.

## Генерал русской службы
Принят на русскую службу подполковником с зачислением в лейб-гвардейский Измайловский полк 28 марта 1799. Был в родстве с российским императорским домом: его сестра Анна Фёдоровна была женой наследника Константина, а сестра Антония — была замужем за братом императрицы Марии Фёдоровны. На русской службе Леопольд научился бегло говорить по-русски.
1 февраля 1801 переведен в л.-гв. Конный полк полковником, 16 мая 1803 получил генерал-майорский чин. Участвовал в походе в Австрию в 1805 и находился в свите императора Александра I при Аустерлице в 1805 году. В октябре 1806 войска французского генерала Жан-Пьера Ожеро вторглись в герцогство Саксен-Кобург-Заальфельд и захватили столицу. Леопольд вместе с умирающим отцом Францем был помещен под арест.
В 1807 году участвовал в сражениях под Гейльсбергом и Фридландом. Вместе с братом Эрнестом вел переговоры в Париже о возвращении герцогства.
В 1808 году сопровождал императора Александра в поездке в Эрфурт, в 1809 году по настоянию Наполеона оставил российскую службу и вернулся на родину.

В 1813 году снова поступил в российскую армию и вскоре был назначен командиром л.-гв. Кирасирского полка, с которым отличился под Кульмом и был 9 сентября 1813 года награждён орденом Святого Георгия 4-го кл. 
За отличия в сражениях с французами.
 За Лейпцигское сражение получил золотую шпагу с алмазами. В 1814 году сражался под Бриенном, Лаоном, Фер-Шампенуазом и Парижем. 28 октября 1814 году произведён в генерал-лейтенанты, 1 июня 1815 года назначен командиром 1-й уланской дивизии.

## Супруг британской наследницы
31 марта 1814 года союзные армии во главе с императором Александром I вступили в Париж. «Я не помню более прекрасного мгновения в моей жизни, — говорил Леопольд, — чем то, когда входил победителем в этот город, где вёл такое жалкое существование». Бурбоны приняли Леопольда с большой любезностью. Он появлялся на приёмах Талейрана и маршала Нея. Камергеры и министры, которые некогда отказывали ему в протекции, теперь искали его знакомства, удивлённые дружеским расположением, которое ему оказывал русский император. Леопольд приезжал на Венский конгресс. А после окончания конгресса в свите Александра I посетил Англию.
В середине июня 1815 года великая княгиня Екатерина Павловна (сестра Александра I) представила Леопольда принцессе Шарлотте, дочери принца Уэльского, старшего сына короля Георга III, бывшего регентом при душевнобольном отце. Леопольд и Шарлотта полюбили друг друга. В Лондоне Леопольд из-за своей бедности был предметом насмешек со стороны сторонников Вильгельма Оранского, чей невестой была Шарлотта. Леопольда поддерживал брат принца-регента Эдуард Август, герцог Кентский. В августе 1815 Леопольд переехал в Париж, поддерживая через переписку отношения с Шарлоттой.
В 1816 году Леопольд после письменного приглашения регента принца Уэльского поселился в Англии. 21 февраля Леопольд прибыл в Лондон и был принят Георгом принцем Уэльским, а через несколько дней был официально представлен королеве, принцессам и своей невесте. Шарлотта впервые поцеловала своего отца, так велика была её признательность. В течение двух недель он получил 50 тыс. фунтов, стал членом палаты лордов и генералом британской армии. Регент торжественно сообщил Тайному совету, что его дочь выходит замуж по любви. Но в отместку за непослушание регент объявил, что собирается присвоить её супругу титул герцога Кендал, по имени крошечного поместья; раньше этот титул носила немецкая любовница Георга I. Однако присвоение титула не состоялось из-за скорой смерти принцессы Шарлотты, которая скончалась 7 ноября 1817 года от осложнений при родах. Её сын родился мёртвым. Леопольд был глубоко опечален потерей жены и ребёнка и впоследствии назвал Шарлоттой дочь от второго брака, будущую императрицу Мексики.
Возникший династический кризис побудил герцога Кентского жениться на сестре Леопольда Виктории Саксен-Кобургской, вдовствующей княгине Лейнингенской. У герцога и герцогини Кентских 24 мая 1819 года в Кенсингтонском дворце родилась девочка, которая впоследствии стала королевой Викторией. Леопольд 11 лет был опекуном своей племянницы, состоял с ней в регулярной переписке, давал ей политические советы, она нежно называла его «мой второй отец».
В 1828 году Леопольду предложили стать королём Греции, которая стала независимой после многолетней борьбы с Турцией. Сначала он согласился, выдвинув ряд предварительных условий, но 21 мая 1830 года объявил представителям России, Австрии и Пруссии, что официально отказывается от короны.

## Король бельгийцев Леопольд I
25 августа 1830 года началась Бельгийская революция, в результате которой возникло независимое государство, отделившееся от Нидерландов. Национальный конгресс 22 ноября проголосовал за конституционную монархию и 4 июня 1831 года избрал Леопольда Саксен-Кобургского бельгийским королём большинством в 137 голосов против 48. Выбрали из 13 кандидатов. Католическая пресса Бельгии первоначально была против Леопольда, обвиняя его в том, что он протестант и масон.
Король Леопольд I 21 июля 1831 года торжественно въехал на белом коне в столицу своего королевства — Брюссель и принёс присягу на верность бельгийскому народу и конституции. Этот день отныне считается одним из главных национальных праздников.
В разгар споров о кандидатуре на бельгийский трон Леопольду дали понять, что он не только обязан принять католичество, но непременно должен жениться на дочери французского короля Луи Филиппа Луизе Марии, которая была на 22 года моложе Леопольда. Французский кабинет в этом союзе видел единственное средство нейтрализовать сильное английское влияние, которое испытывал будущий король бельгийцев. 9 апреля 1835 года родился наследный принц Леопольд Луи Филипп Мари Виктор, ставший впоследствии бельгийским королём Леопольдом II.
Принятая в 1831 году бельгийская конституция ограничивала власть короля. Леопольд I был недоволен слишком маленькой ролью, которую приходилось играть. Но он с одной стороны рьяно и ревниво оберегал те права, которые получил, а также стремился расширить королевскую власть в тех областях, в которых конституция не определяла или плохо прописывала права короля. Например, Леопольд I добился того, чтобы министры перед принятием важного решения докладывали об этом королю.
После того как закончилась война с Нидерландами, внутри Бельгии обострилась борьба между либералами и католиками, объединёнными до этого общей целью. До 1840 года Леопольду I удавалось, лавируя между партиями, удерживать баланс.
17 марта 1841 сенат призвал короля устранить разногласия в парламенте, но это вызвало многочисленные протесты. Когда Леопольд I отказал в роспуске парламента, то кабинет министров подал в отставку, и было создано новое правительство, во главе с Мюленере и Нотомбом. Они направили губернаторам провинций инструкцию, позволявшую достичь примирения. Но, несмотря на это, борьба между двумя партиями на происходивших 8 июня 1841 выборах, которые существенно меняли состав палаты, приняла ожесточённый характер. Был открыт оранжистский заговор, во главе которого стояли генерал Фандермеер и отставной генерал Фандерсмиссен. Многим участникам заговора, приговорённым судом к смертной казни, Леопольд I заменил казнь 20-летним тюремным заключением.
Но все попытки коалиционных правительств Нотомба и де Вейера примирить две партии не увенчались успехом. Ожесточенную борьбу вызывали многие вопросы, например, преподавание закона божьего в школах. Леопольд I старался лавировать между ними. Но с 1846 года Леопольд I стал формировать кабинет министров из представителей той партии, что преобладала в парламенте.
Леопольд I старался укрепить бельгийскую армию. С помощью Ш. Брукера и генерала Эвена он увеличил её число до 100 000 человек в 1847 году. Несмотря на долг, который получила Бельгия вместе с независимостью, в стране развивалась промышленность и строились железные дороги. А таможенные договора укрепили те родственные связи, что связывали Леопольда I с правителями соседних стран.
В 1846 году Леопольд I не последовал совету Луи-Филиппа I и не запретил Либеральный союз, выступавший с радикальной программой реформ. Напротив, после победы либералов на выборах в 1847 году он назначил Шарля Рожье главой кабинета министров.
В 1848 году, когда во Франции разразилась новая революция, король Леопольд выразил парламенту свою готовность отречься, подобно своему тестю, от трона в пользу бельгийской нации. Либеральный кабинет Рожье вместе с парламентом поддержал короля. Парламент одобрил: 1) чрезвычайное возвышение налогов, составлявшее 8/12 поземельного налога, 2) принудительный заём в 25 миллионов франков и государственную гарантию для выпуска банковых билетов на 30 млн франков. Но, введя чрезвычайные меры, пошли и на изменение законодательства. Были приняты законы, снижавшие избирательный ценз до 20 флоринов, введён запрет на совмещение государственной службы и депутатских должностей и отменён штемпельный налог на газеты. Благодаря этим реформам в Бельгии не началась революция. А когда 28 марта 1848 несколько французских революционеров пытались занести в Бельгию революцию, им дали отпор.
После того как 2 декабря 1851 года власть во Франции захватил Наполеон III Бонапарт, часть французов, недовольных конфискацией имущества Орлеанского дома, переселилась в Бельгию. Эмигранты при помощи основания многих антибонапартистских журналов пытались восстановить своё положение во Франции. С одной стороны, Леопольд I и правительство избегали раздражать новую Францию и взяли эмигрантов под строгий полицейский надзор. С другой стороны, правительство  потребовало выделить финансы на устройство укреплённого лагеря при Антверпене. В этих условиях Леопольд I и новое правительство Генриха де Бруккера пытались укрепить положение Бельгии на мировой арене. В августе 1853 года был заключён брак наследного принца герцога Брабантского с австрийской принцессой, в феврале 1854 года Наполеон III посетил двор Леопольда I, а тот в ответ в сентябре 1854 года посетил французского императора в Булонском лагере.
Бельгийская королева Луиза Мария умерла от туберкулёза лёгких в возрасте 38 лет 11 октября 1850 года. Леопольд пережил её на 15 лет. После его смерти наследный принц Леопольд вступил в свои права 17 декабря 1865 года.

## Браки

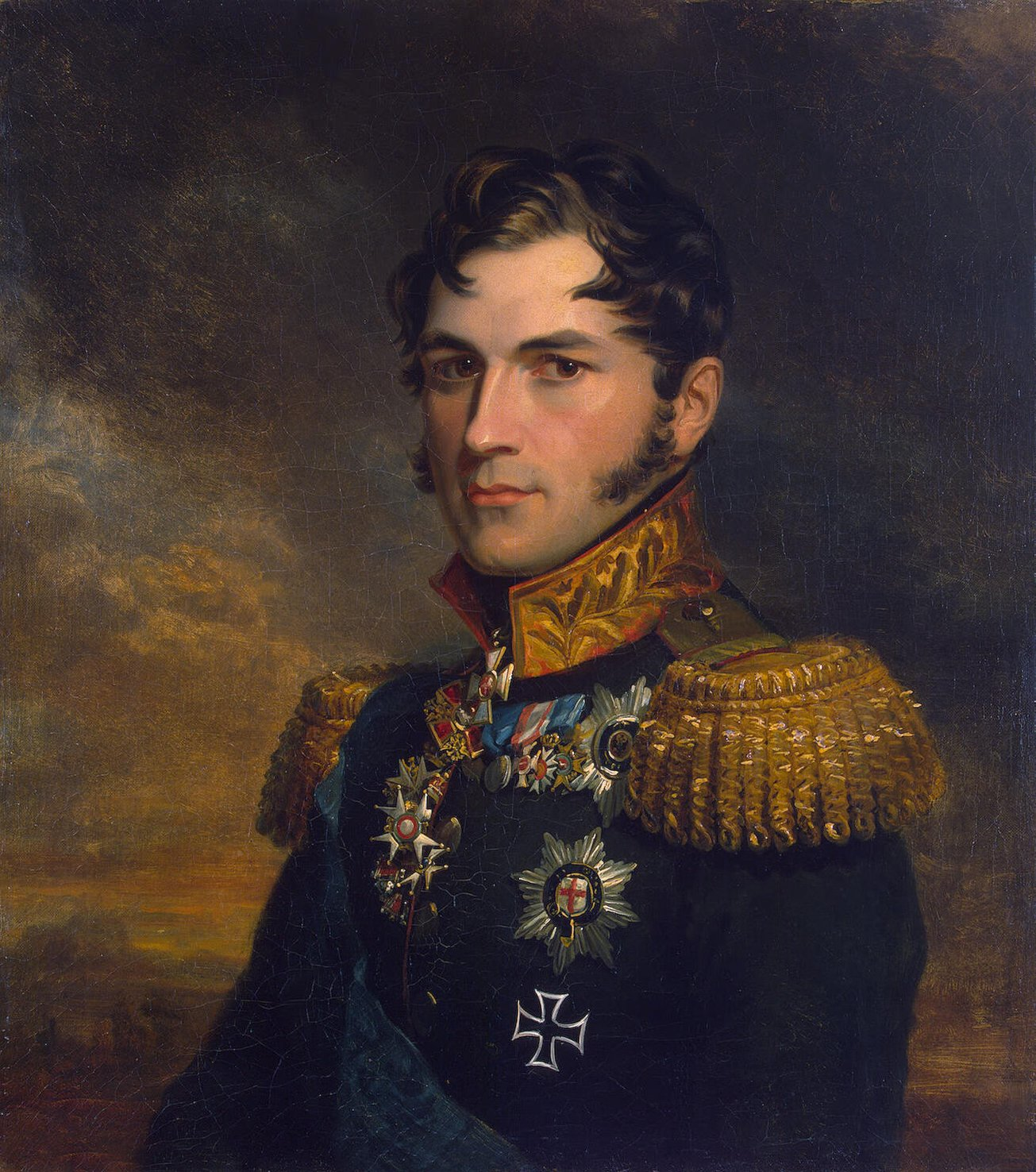
Портрет Леопольда Саксен-Кобургского из Военной галереи Зимнего дворца

В мае 1816 года Леопольд женился на Шарлотте Уэльской (1796—1817), дочери принца-регента, впоследствии короля Великобритании Георга IV. Она умерла при родах вместе с ребёнком.
По некоторым данным, в 1829 году Леопольд мог сочетаться браком с актрисой Линой (Каролиной) Бауэр (1807—1877), с которой он развёлся в 1831 году.
В августе 1832 года король женился вторично на Луизе Орлеанской (1812—1850), дочери короля Франции Луи-Филиппа I.
Дети:
- Луи-Филипп (1833—1834);
- Леопольд (1835—1909), следующий король Бельгии Леопольд II;
- Филипп (1837—1905), граф Фландрский;
- Шарлотта (1840—1927), вышла замуж за будущего императора Мексики Максимилиана I.

От связи с Аркадией Мейер (1826—1897), получившей титул баронессы фон Эппинховен, у Леопольда родился сын Георг (1849—1904), основавший род баронов фон Эппинховен.